# Автошлях Т 0521
Автошля́х Т 0521 — автомобільний шлях територіального значення у Донецькій області. Пролягає територією Краматорського району від Святогорська до перетину з E40. Загальна довжина — 9,4 км.

## Маршрут

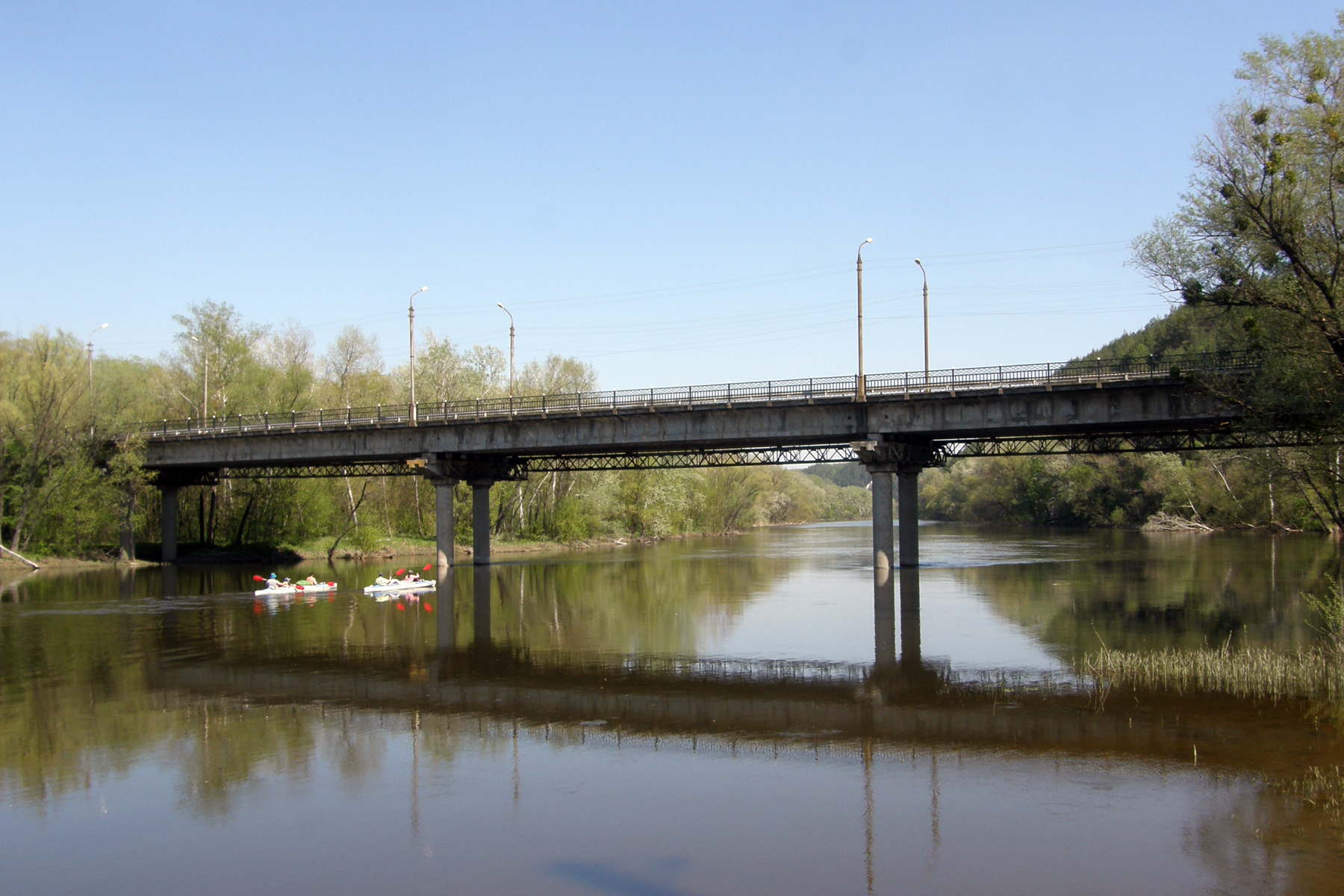
міст через Сіверський Донець у Богородичному, зруйнований у березні 2022

Автошлях проходить через такі населені пункти:
| Автошлях Т 0521     |        |
| Краматорський район |        |
|                     |        |
| Святогірськ         |        |
| Богородичне         |        |
|                     | E40М03 |